# District de Xiahuayuan
Le district de Xiahuayuan (chinois : 下花园区 ; pinyin : xiàhuāyuán qū) est une subdivision administrative de la province du Hebei en Chine. Il est placé sous la juridiction de la ville-préfecture de Zhangjiakou.

## Monuments

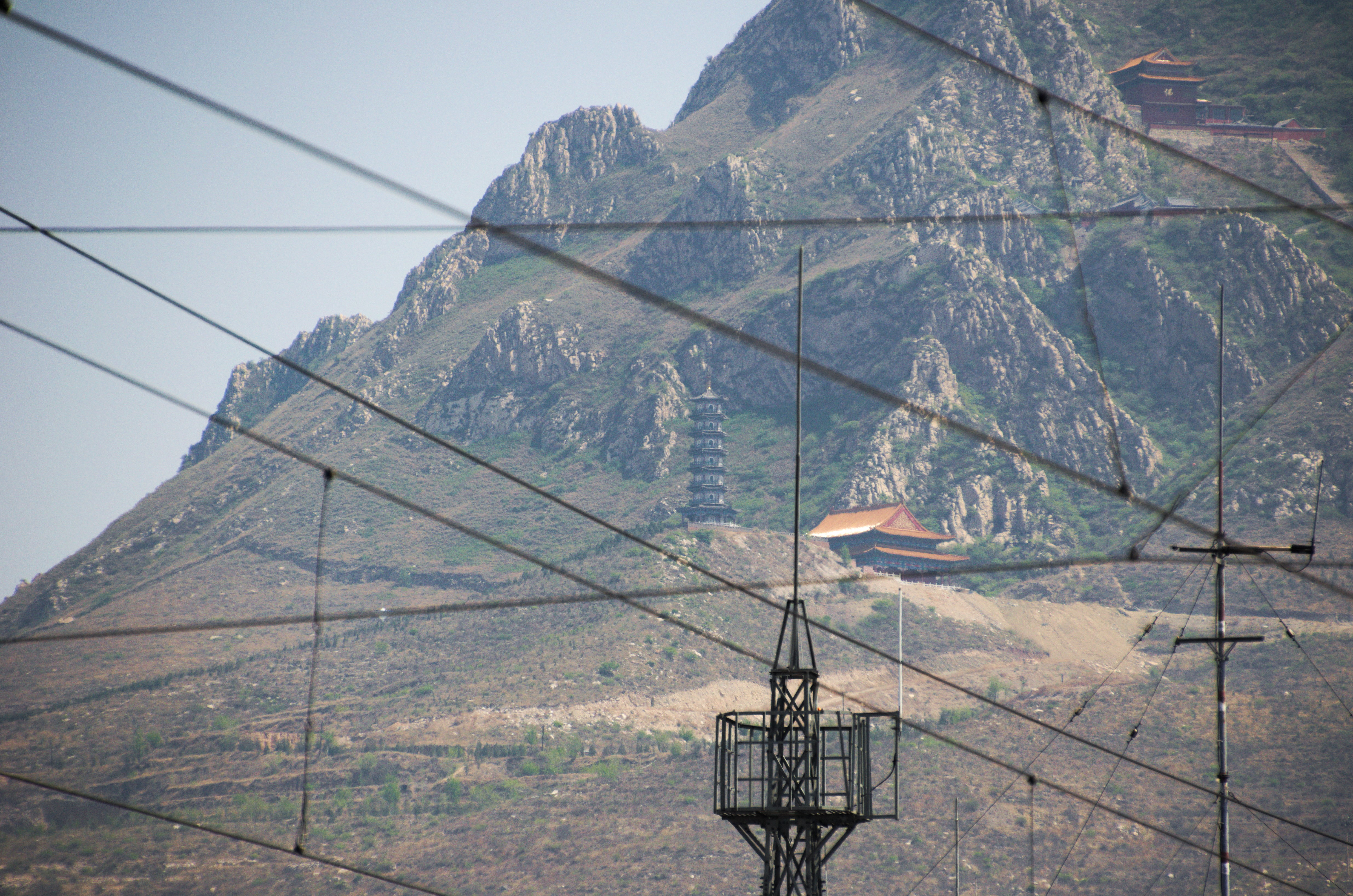
Temple Yongning et sa tour Linji Guangming

La Tour Linji Guangming (临济光明塔, línjì guāngmíng tǎ), de pagode Yongning (永宁寺, yǒngníng sì), placée sur le mont Jiming (zh) (鸡鸣山, jīmíng shān, « mont du chant du coq »), surplombe la ville. Elle a été inaugurée le 12 août 2009